# 馬爾文 (愛荷華州)
馬爾文（英語：Malvern）是一個位於美國愛荷華州米爾斯縣的城市。

## 地理
馬爾文的座標為41°00′17″N 95°35′04″W / 41.00472°N 95.58444°W，而該地的平均海拔高度為307米（即1007英尺）。

## 人口
根據2010年美國人口普查的數據，馬爾文的面積為3.08平方千米，當中陸地面積為3.08平方千米，而水域面積為0.00平方千米。當地共有人口1142人，而人口密度為每平方千米370人。